# 坐式排球
坐地排球（英語：Sitting volleyball）起源於1956年的荷蘭出現。2004年的雅典殘疾人奧林匹克運動會中坐地排球正式成為比賽項目之一。

## 規則
坐地排球的運動員必是腿部有由截肢或是脑瘫或是脊髓损伤以及肢体残疾等，坐地排球與普通的排球運動近似，坐地排球的運動員是坐在地上，場地也縮小了：10×6米的長方形、邊線外的無障礙區需寬4米、端線寬6米，上空頂有10米沒有障礙物，而網柱比一般的排球賽事中矮，高度為1.25米，男子坐地排球網高1.15米，女子賽事坐地排球網高1.10米。
另外的特別規條如防守队员可以直接拦截發球、球員可以將手和脚越过中线，只要立即收回到己场則不算犯规。

## 外部連結
- VolleySlide（页面存档备份，存于）

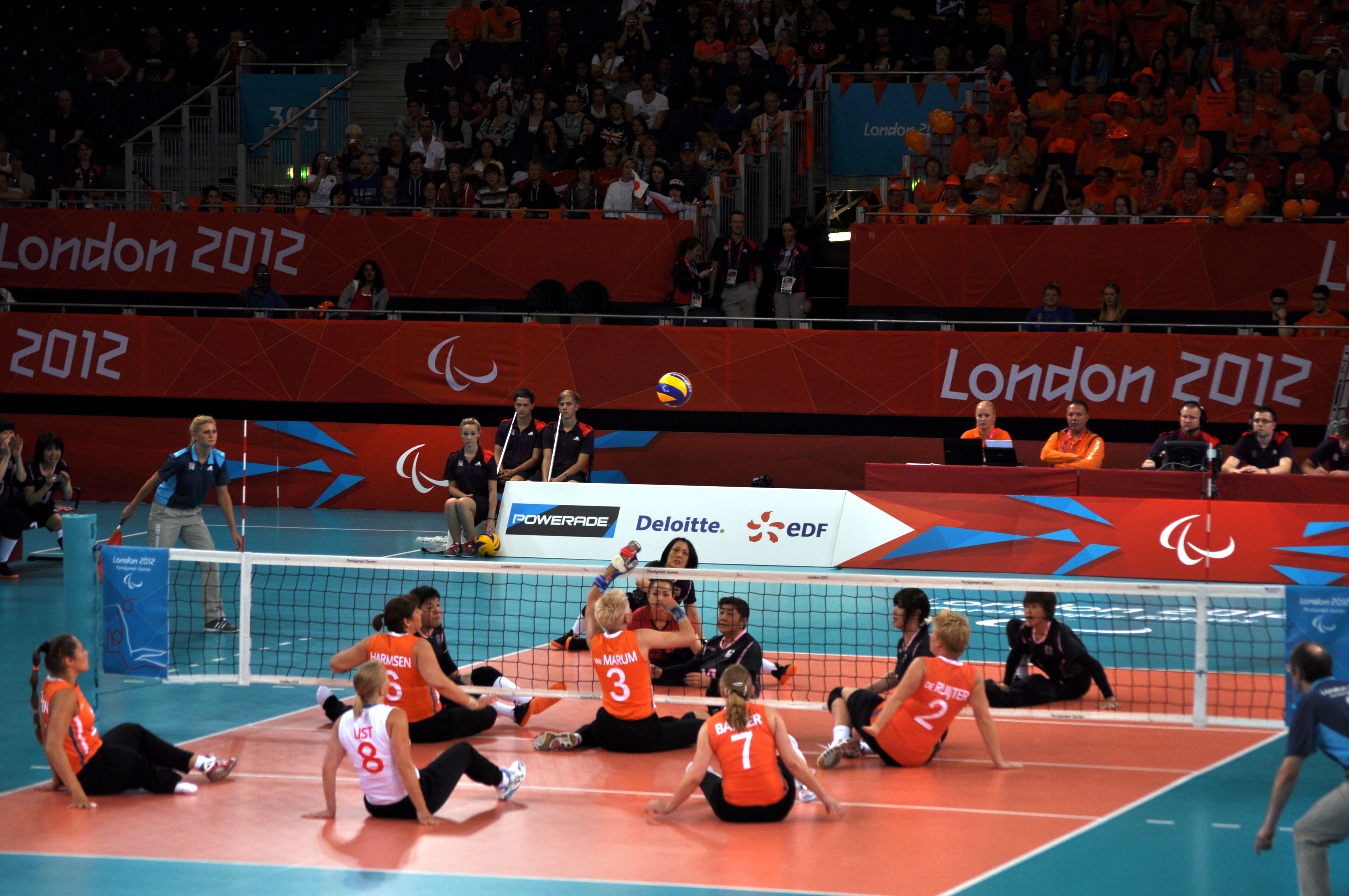
坐地排球

- Sitting volleyball on International Paralympic Committee website（页面存档备份，存于）
- Beijing 2008 Paralympic Sitting Volleyball Information with an Australian slant from accessibility.com.au - includes nomination criteria for the 2008 Australian Paralympic Volleyball squad.